# Grmuše
Grmuše (lat. Sylvia) su rod ptica iz reda vrapčarki (Passeriformes).

## Sistematika
Razgraničenje vrsta između ove, još jedne vrstama brojne porodice Cisticolidae i porodice Timaliidae je vrlo teško. Prvu se ponekad razvrstava kao potporodicu grmuša, a drugu se ujedinjuje s njima. U trenutnom obuhvatu, grmuše su parafilijska skupina.

## Opis
Većina grmuša je sličnog izgleda, iako neke azijske vrste imaju izražene šare. Oba spola su obično ista, ali kod nekih vrsta mogu biti veoma različiti, posebno u rodu Sylvia. Malene su do srednje veličine, 9 do 16 cm duge s tankim kljunom. Perje im je najčešće sivo, plavo ili maslinasto zeleno. Skoro sve vrste su kukcojedi, iako neke također jedu voće, nektar ili maleno sjemenje. 
Nastanjuju prije svega područja s gustom vegetacijom, i tu se i gnijezde. Većina vrsta je monogamno i grade jednostavno gnijezdo oblika šalice u gustoj vegetaciji. Nesu između dva i šest jaja, ovisno o vrsti. Oba spola pomažu u podizanju mladih, koji su sposobni za let nakon dva tjedna. 
Rod grmuša ima, prema trenutnoj sistematici, 48 rodova i oko 280 vrsta.

## Vrste grmuša
- Sylvia althaea Hume, 1878
- Sylvia althaea althaea Hume, 1878
- Sylvia althaea monticola Portenko, 1955
- Sylvia atricapilla (Linnaeus, 1758) - crnokapa grmuša
- Sylvia atricapilla atricapilla (Linnaeus, 1758)
- Sylvia atricapilla dammholzi Stresemann, 1928
- Sylvia atricapilla gularis Alexander, 1898
- Sylvia atricapilla heineken (Jardine, 1830)
- Sylvia atricapilla pauluccii Arrigoni degli Oddi, 1902
- Sylvia balearica Von Jordans, 1913
- Sylvia boehmi (Reichenow, 1882)
- Sylvia boehmi boehmi (Reichenow, 1882)
- Sylvia boehmi marsabit (Someren, 1931)
- Sylvia boehmi somalica (Friedmann, 1928)
- Sylvia borin (Boddaert, 1783) - siva grmuša, Grmuša smokvarica
- Sylvia borin borin (Boddaert, 1783)
- Sylvia borin woodwardi (Sharpe, 1877)
- Sylvia buryi (Ogilvie-Grant, 1913)
- Sylvia cantillans - bjelobrka grmuša
- Sylvia cantillans albistriata (C. L. Brehm, 1855)
- Sylvia cantillans cantillans (Pallas, 1764)
- Sylvia cantillans inornata Tschusi, 1906
- Sylvia communis Latham, 1787  - grmuša pjenica, Grmuša obična
- Sylvia communis communis Latham, 1787
- Sylvia communis icterops Ménétriés, 1832
- Sylvia communis rubicola Stresemann, 1928
- Sylvia communis volgensis Domaniewski, 1915
- Sylvia conspicillata Temminck, 1820
- Sylvia conspicillata conspicillata Temminck, 1820
- Sylvia conspicillata orbitalis (Wahlberg, 1854)
- Sylvia crassirostris Cretzschmar, 1830 ,[1] istočna velika grmuša.[2]
- Sylvia crassirostris balchanica Zarudny & Bilkevitch, 1918
- Sylvia crassirostris crassirostris Cretzschmar, 1830
- Sylvia crassirostris jerdoni (Blyth, 1847)
- Sylvia curruca (Linnaeus, 1758) - Grmuša čevrljinka
- Sylvia curruca caucasica Ognev & Banikovski, 1910
- Sylvia curruca curruca (Linnaeus, 1758)
- Sylvia curruca halimodendri Sushkin, 1904
- Sylvia curruca telengitica Sushkin, 1925
- Sylvia deserti (Loche, 1858)
- Sylvia deserticola Tristram, 1859
- Sylvia deserticola deserticola Tristram, 1859
- Sylvia deserticola maroccana Hartert, 1917
- Sylvia deserticola ticehursti Meinertzhagen, 1939
- Sylvia hortensis (Gmelin, 1789) - velika grmuša
- Sylvia hortensis cyrenaicae Svensson, 2012
- Sylvia hortensis hortensis Gmelin, 1789
- Sylvia layardi (Hartlaub, 1862)
- Sylvia layardi aridicola (Winterbottom, 1958)
- Sylvia layardi barnesi (Vincent, 1948)
- Sylvia layardi layardi (Hartlaub, 1862)
- Sylvia layardi subsolana (Clancey, 1963)
- Sylvia leucomelaena (Hemprich & Ehrenberg, 1833)
- Sylvia leucomelaena blanfordi Seebohm, 1879
- Sylvia leucomelaena leucomelaena (Hemprich & Ehrenberg, 1833)
- Sylvia leucomelaena negevensis Shirihai, 1988
- Sylvia leucomelaena somaliensis (W. L. Sclater & Mackworth-Praed, 1918)
- Sylvia lugens Rüppell, 1840
- Sylvia lugens clara (Meise, 1934)
- Sylvia lugens griseiventris (Erard, 1978)
- Sylvia lugens jacksoni (Sharpe, 1899)
- Sylvia lugens lugens Rüppell, 1840
- Sylvia lugens prigoginei (Schouteden, 1952)
- Sylvia melanocephala (Gmelin, 1789) - crnoglava grmuša
- Sylvia melanocephala leucogastra (Ledru, 1810)
- Sylvia melanocephala melanocephala (Gmelin, 1789)
- Sylvia melanocephala momus (Hemprich & Ehrenberg, 1833)
- Sylvia melanocephala norrisae Nicoll, 1917
- Sylvia melanocephala pasiphae Stresemann & Schiebel, 1925
- Sylvia melanocephala valverdei J. Cabot & C. Urdiales, 2005
- Sylvia melanothorax Tristram, 1872
- Sylvia minula Hume, 1873
- Sylvia minula jaxartica Snigirewski, 1929
- Sylvia minula margelanica Stolzmann, 1898
- Sylvia minula minula Hume, 1873
- Sylvia moltonii Orlando, 1937
- Sylvia mystacea Ménétriés, 1832
- Sylvia mystacea mystacea Ménétriés, 1832
- Sylvia mystacea rubescens Blanford, 1874
- Sylvia mystacea turcmenica Zarudny & Bilkevitch, 1918
- Sylvia nana (Hemprich & Ehrenberg, 1833)
- Sylvia nisoria (Bechstein, 1792) - pjegava grmuša
- Sylvia nisoria merzbacheri Schalow, 1907
- Sylvia nisoria nisoria (Bechstein, 1792)
- Sylvia ruppeli Temminck, 1823
- Sylvia sarda Temminck, 1820
- Sylvia subalpina Temminck, 1820
- Sylvia subcaerulea Vieillot, 1817
- Sylvia subcaerulea ansorgei (Zedlitz, 1921)
- Sylvia subcaerulea cinerascens (Reichenow, 1902)
- Sylvia subcaerulea orpheana (Clancey, 1954)
- Sylvia subcaerulea subcaerulea Vieillot, 1817
- Sylvia undata (Boddaert, 1783)  crvenooka grmuša
- Sylvia undata dartfordiensis Latham, 1787
- Sylvia undata toni Hartert, 1909
- Sylvia undata undata (Boddaert, 1783)